# Mandriva Linux
Mandriva Linux bzw. Mandrake bezeichnet die von der französischen Firma Mandriva bzw. MandrakeSoft mit Sitz in Paris entwickelte GNU/Linux-Distribution, deren Betriebssystem-Teil wie Microsoft Windows als Betriebssystem auf PCs und Laptops eingesetzt werden können. Als erste(s) Release bzw. Version der Mandrake-Distribution, bestehend aus den Betriebssystemteilen und allen darauf laufenden Programmen, erschien Mandrake 5.1 im Sommer 1998.
Durch die Fusion des französischen Softwareunternehmens MandrakeSoft mit dem brasilianischen Unternehmen Conectiva entstand im Februar 2005 die Firma Mandriva S. A. 2011 erschien die letzte Version der Mandriva-Distribution. Sie wurde von Mandriva zusammen mit dem russischen Partner ROSAlab herausgegeben. Mandriva versucht nun mit anderen Produkten und Dienstleistungen stärker im Unternehmensumfeld Fuß zu fassen und gibt die Entwicklung der Distributionen an die Entwicklergemeinschaft zurück.
Seit Mai 2015 befindet sich die Firma Mandriva im Verfahren einer gerichtlichen Liquidation (französisch liquidation judiciaire). Am 10. Oktober 2017 wurde das Unternehmen im französischen Unternehmensregister abgemeldet.

## Geschichte

### Mandrake
Am 23. Juli 1998 veröffentlichte Gaël Duval seine erste, auf Red Hat Linux basierende Mandrake-Distribution. Kurz darauf gründete er zusammen mit Jacques Le Marois und Frédéric Bastok das Unternehmen MandrakeSoft. Der Börsengang folgte am 30. Juli 2001. Knapp eineinhalb Jahre später, am 13. Januar 2003, musste MandrakeSoft einen Antrag auf Gläubigerschutz stellen, da das Unternehmen in die Krise geraten war. Das Unternehmen strukturierte sich in der Folge um. Viele Beitragende aus der Mandrake-Gemeinschaft hielten der Distribution trotz der finanziellen Situation die Treue. MandrakeSoft konnte dadurch am 30. März 2004 den Gläubigerschutz wieder verlassen und den laufenden Betrieb wiederherstellen. Für den Abbau der Schulden wurden maximal neun Jahre angesetzt.
MandrakeSoft begann zügig mit der Expansion: Am 17. September 2004 übernahm MandrakeSoft den Open-Source-Dienstleister Edge It. Am 24. Februar 2005 folgte der brasilianische Linux-Distributor Conectiva für etwa 1,79 Millionen Euro. Als Ziel der Übernahme wurde vor allem eine Erweiterung des Bereiches Forschung und Entwicklung genannt. 2005 benannte sich das Unternehmen in Mandriva und ihre Linux-Distribution in Mandriva Linux um. Dadurch wurde einerseits der Rechtsstreit mit der Hearst-Verlagsgruppe bezüglich eines gleichnamigen Comic-Zauberers umgangen, andererseits wurde der Zusammenschluss mit Conectiva verdeutlicht. Am 16. Juni wurde die Übernahme des Distributors Lycoris bekanntgegeben. Der Streit mit der Hearst-Verlagsgruppe endete am 19. Juli mit einem Vergleich.
Nach Mandrake Linux 10.1 erschienen neue Versionen zeitweise nur noch einmal jährlich. Außerdem wurde die bis dahin geläufige Nummerierung der Versionen aufgegeben; die nächste Version hieß nicht wie erwartet 10.2, sondern trug die Bezeichnung Limited Edition 2005. Diese war keine offizielle Verkaufsversion, sondern eine Übergangsveröffentlichung, welche nur zum Herunterladen angeboten wurde.

### Mandriva
Nach der Veröffentlichung von Mandrake Linux 10.1 im Jahre 2004 erschien im nächsten Jahr Mandriva Linux 2005 LE. Der Grund für den geänderten Veröffentlichungszyklus war hauptsächlich die Übernahme von Conectiva und die damit verbundene Integration in Mandriva Linux.
Im Oktober 2006 übernahm Mandriva das französische Software-Unternehmen Linbox FAS für etwa 1,7 Millionen Euro, welches größtenteils durch Aktien finanziert wurden.
Anfang 2007 kündigte Mandriva – vermutlich auch wegen wachsender Unzufriedenheit in der Nutzergemeinschaft – an, mit einigen kleineren Änderungen zum halbjährlichen Veröffentlichungszyklus zurückzukehren. Während der verkürzte Zyklus der Aktualität der Applikationssoftware zugutekommen soll, sollen Desktop-Komponenten darüber hinaus 12 Monate und das Basissystem 18 Monate lang mit Aktualisierungen versorgt werden.
Mandriva SA fand weiterhin mit der russischen Firma ROSAlab einen neuen Partner für die Entwicklung der Distribution Mandriva Linux. Gemeinsam entwickelte man die letzte Version des Mandriva Powerpack 2011. Die letzte Veröffentlichung, die im Sommer 2011 erschien, trug den Namen Mandriva 2011 Hydrogen.
Seitens Mandriva wurde die Entscheidung getroffen, sich eher auf Enterpriseprodukte zu konzentrieren und neue Produkte und Dienstleistungen wie beispielsweise Mandriva Business Server und Mandriva ServicePlace zu entwickeln.
Seit Mai 2015 befindet sich das Unternehmen in Liquidation.

### Nachfolger

#### OpenMandriva
Eine Umfrage vom Juli 2012 bestärkte die Mandriva S.A., das künftige Projekt zur Weiterentwicklung von Mandriva Linux durch die Community und die es leitende Körperschaft OpenMandriva zu nennen. Mit dem Jahr 2013 kam die gemeinnützige OpenMandriva Association nach französischem Recht. Im November 2013 gab sie das erste OpenMandriva Lx frei.
OpenMandriva basiert auf der russischen Linux-Distribution ROSA Linux, die im Jahr 2012 als Abspaltung aus Mandriva hervorging, oder übernahm Tools aus ihr.

#### Mageia
Im September 2010 wurde vom Mandriva-Entwickler Jérôme Quelin eine Abspaltung (englisch fork) unter dem Namen Mageia angekündigt. Anlass war der unsichere Fortbestand des Mandriva-Projekts, weil nach der Liquidation der zu Mandriva gehörenden Edge-IT die für Mandriva-Linux arbeitenden Angestellten entlassen worden waren. Seitdem wird die Weiterentwicklung der Linux-Distribution als ein Community-Projekt von Mageia.Org, ebenfalls eine Vereinigung nach französischem Recht (konstituiert von Jérôme Quelin und 16 weiteren Gründungsmitgliedern), fortgeführt. Mageia ist seit Juni 2011 freigegeben.

## Besonderheiten der Distribution
Die Systemkonfiguration wurde bei Mandrake und Mandriva Linux mit eigenen Werkzeugen im Rahmen der Drak-Tools konfiguriert – hierzu stand eine zentrale grafische Oberfläche (Mandriva-Kontrollzentrum) zur Verfügung.

### Paket- und Softwareverwaltung
Mandriva Linux verwendete die Paketverwaltung urpmi, welche die Verwaltung von RPM-Paketen automatisiert. Pakete konnten sowohl von lokalen als auch entfernten Quellen installiert und aktualisiert werden. Abhängigkeiten und mögliche Konflikte wurden dabei überwacht und nötigenfalls aufgelöst. Die Softwareverwaltung erfolgte über das Frontend RPMDrake, welches Teil der Drak-Tools ist.
Das System der offiziellen Paketquellen wurde während der zweiten Jahreshälfte 2006 schrittweise umgestellt. Die Quellen main (Pakete des Basissystems), contrib (von der Community beigesteuerte Pakete) und updates (Aktualisierungen) existieren in der alten Form nicht mehr. Stattdessen gliederten sich die Paketquellen nun in die Zweige main (Basissystem), contrib (Community-Pakete) und nonfree (proprietäre Software). Jeder Zweig verfügte über eine release-, updates- und backports-Quelle. Der Vorteil lag darin, dass sich das Betriebssystem sehr viel selektiver aktualisieren ließ.
Da nicht alle Pakete offiziell von Mandriva unterstützt werden, empfahl sich das Einrichten zusätzlicher Paketquellen mit z. B. EasyUrpmi.

### 3D-Desktop
Mandriva Linux 2007.0 war bei seiner Veröffentlichung die erste Linux-Distribution mit integrierter Unterstützung für 3D-Desktopeffekte mittels Beryl.
Seit Mandriva Linux 2007.1 war im Mandriva Control Center, einer Oberfläche zum ändern der Grundeinstellungen, ein Dialog zum Wählen des 3D-Desktops vorhanden. Dort konnte zwischen Beryl, Compiz und dem Mandriva-eigenen Metisse umgeschaltet werden. Außerdem konnte mit Nvidia-Grafikkarten auch zwischen der AIGLX-Erweiterung für X.org und Xgl gewählt werden. Bei weniger leistungsfähiger Hardware waren die 3D-Effekte auch ganz abschaltbar.
Ab Mandriva 2009.0 wurde KDE Plasma Desktop als voreingestellte Arbeitsoberfläche bereitgestellt. 3D-Effekte waren in der Standardeinstellung aktiviert. Jedoch konnten weiterhin andere Fenstermanager wie z. B. Compiz genutzt werden.

### Mandriva Club
Anfangs erhielten die Anwender durch die kostenpflichtige Mitgliedschaft im Mandriva Club frühzeitigen Zugriff auf die offiziellen Downloads der Distribution sowie andere Vorteile. Häufig standen die Downloads der CD/DVD-Abbilder Clubmitgliedern einige Tage vor der Veröffentlichung zur Verfügung. Außerdem unterhielt Mandriva eine Sammlung an Programmpaketen, welche nur Clubmitgliedern zur Verfügung steht. Diese beinhalten meist proprietäre Software, für deren Vertrieb Mandriva Lizenzgebühren aufbringen musste.
Die monatlichen Beiträge betrugen ab 5 US-Dollar aufwärts. Dies wurde nun geändert, da viele Mitglieder der Mandriva-Community mit dem Club unzufrieden waren. Der Club wurde von den kommerziellen Angeboten abgekoppelt, um so größere Offenheit zu erreichen, wie es bei Linux-Distributionen wie openSUSE, Fedora und Ubuntu bereits der Fall ist.
Eine Mitgliedschaft im Mandriva Club stand später allen registrierten Benutzern offen. Seitens Mandriva SA wurde aber weiterhin die Möglichkeit gegeben, ein 12-monatiges Abonnement für das kommerzielle Powerpack zu erwerben. In der Zeit des Abonnements konnte sich der Kunde das Powerpack über BitTorrent oder FTP-Server herunterladen (inklusive proprietärer Software).

### Technische Unterstützung
Da es sich bei Mandriva Linux um eine Distribution mit gewerblichem Hintergrund handelte, konnten Anwender auf zwei Wegen technische Unterstützung erhalten.
- Kommerzieller Support: Anwender können in Mandrivas Online-Shop professionellen Telefon- und E-Mail-Support für verschiedene Einsatzbereiche kaufen.
- Support durch die Community: Kostenfreie Unterstützung in Internetforen, IRC-Kanälen, Mailinglisten und Newsgroups.

Die Mandriva-Expert-Plattform stellt eine Kombination beider Möglichkeiten dar. Hier können Probleme kostenfrei anderen Anwendern geschildert werden und bei Bedarf auf kommerziellen Support zurückgegriffen werden.

## Mandriva-Produkte
Die Distribution war in mehreren, unterschiedlich ausgerichteten Varianten erhältlich:
- InstantOn (kostenpflichtiges Produkt für kleine Installationen)
- Mandriva Business Server (für kleine und mittelständische Unternehmen)
- Mandriva Enterprise Server 5.2
- Mandriva Pulse2 und CloudPulse
- Mandriva Linux Free 2011
- Mandriva PowerPack 2011
- Mandriva One (Live-CD)
- Mandriva Flash (nicht mehr im Angebot)

Mandriva One war eine frei herunterladbare Kombination aus Live-System und Installationsmedium auf einer einzigen CD. Die Installation fand im Live-Betrieb statt. Aufgrund des beschränkten Speicherplatzes befanden sich jedoch nur die wichtigsten Anwendungen auf der CD. Nutzer mit weitergehenden Ansprüchen konnten im Anschluss an die Installation weitere Programme über die Paketverwaltung herunterladen und installieren. Es standen verschiedene Varianten mit KDE-Plasma- oder Gnome-Desktopumgebung bzw. proprietären Treibern zur Verfügung.
Mandriva Linux Free nannte sich die kostenlose Download-Version ohne proprietäre bzw. kommerzielle Software. Sie ließ sich entweder als Satz von 4 CDs oder als einzelne DVD herunterladen, wobei die DVD-Ausgabe sowohl 32-Bit- wie auch 64-Bit-Pakete enthielt. Es war bereits eine große Menge an zusätzlicher Software auf den Installationmedien vorhanden. Auch hier ließen sich nach der Installation zusätzliche Paketquellen einrichten, um Programmpakete aus dem Internet nachzuinstallieren.
Das Mandriva PowerPack war auf ambitionierte Computernutzer und Softwareentwickler zugeschnitten; die Installationsmedien enthielten eine entsprechend größere Softwareauswahl. Beispielsweise befanden sich eine DVD-Abspielsoftware sowie Audio-/Videocodecs im Powerpack.
Mandriva Business Server wendet sich an kleine und mittelständische Unternehmen und ist in der SOHO-Variante (ohne Support) kostenlos erhältlich. Das Produkt ist vollständig auf Deutsch verfügbar und bietet eine Anbindung an ein Online-Angebot, von dem aus sich Unternehmensanwendungen wie beispielsweise Groupware-Software etc. installieren lassen. Weiterhin ist die Software OwnCloud für die Erstellung von Cloud-Computing Systemen verfügbar.

## Versionen
| Legende: | Ältere Version; nicht mehr unterstützt | Ältere Version; noch unterstützt | Aktuelle Version | Aktuelle Vorabversion | Zukünftige Version |

| Version | Name      | Veröffentlichung   | Bemerkung                                   |
| ------- | --------- | ------------------ | ------------------------------------------- |
| 5.1     | Venice    | 23. Juli 1998      |                                             |
| 5.2     | Leeloo    | 1. Dezember 1998   |                                             |
| 5.3     | Festen    | 11. Februar 1999   |                                             |
| 6.0     | Venus     | 27. Mai 1999       |                                             |
| 6.1     | Helios    | 14. September 1999 |                                             |
| 7.0     | Air       | 14. Januar 2000    |                                             |
| 7.1     | Helium    | 13. Juni 2000      |                                             |
| 7.2     | Odyssey   | 30. Oktober 2000   |                                             |
| 8.0     | Traktopel | 20. April 2001     |                                             |
| 8.1     | Vitamin   | 27. September 2001 |                                             |
| 8.2     | Bluebird  | 18. März 2002      |                                             |
| 9.0     | Dolphin   | 25. September 2002 |                                             |
| 9.1     | Bamboo    | 25. März 2003      |                                             |
| 9.2     | FiveStar  | 14. Oktober 2003   |                                             |
| 10.0    | -         | 4. März 2004       |                                             |
| 10.1    | -         | 16. September 2004 | letzte Version, von Mandriva Linux abgelöst |

| Version | Name     | Veröffentlichung  | Kernelversion |
| ------- | -------- | ----------------- | ------------- |
| 2005 LE |          | 14. April 2005    | 2.6.11        |
| 2006    | WarLy    | 6. Oktober 2005   | 2.6.12        |
| 2007.0  |          | 3. Oktober 2006   | 2.6.17        |
| 2007.1  | Spring   | 17. April 2007    | 2.6.17        |
| 2008    |          | 9. Oktober 2007   | 2.6.22.9      |
| 2008.1  | Spring   | 9. April 2008     | 2.6.24.4      |
| 2009    |          | 9. Oktober 2008   | 2.6.27 rc8    |
| 2009.1  | Spring   | 29. April 2009    | 2.6.29.1      |
| 2010    |          | 3. November 2009  | 2.6.31.5      |
| 2010.1  | Spring   | 8. Juli 2010      | 2.6.33.5      |
| 2010.2  |          | 22. Dezember 2010 | 2.6.33.7      |
| 2011.0  | Hydrogen | 29. August 2011   | 2.6.38.7      |

| Version | Name        | Veröffentlichung  | Kernelversion |
| ------- | ----------- | ----------------- | ------------- |
| 2013.0  | Oxygen      | 22. November 2013 | 3.11.6 nrjQL  |
| 2014.0  | Phosphorus  | 1. Mai 2014       | 3.13.11 nrjQL |
| 2014.1  |             | 26. Oktober 2014  | 3.15.10 nrjQL |
| 2014.2  | The Scion   | 29. Juni 2015     | 3.18.12 nrjQL |
| 3.0     | Einsteinium | 13. August 2016   | 4.6.5         |
| 3.01    |             | 24. Dezember 2016 | 4.9.0         |
| 3.02    |             | 21. Juni 2017     | 4.11.3        |
| 3.03    |             | 21. November 2017 | 4.13.12       |
| 4.0     | Nitrogen    | 19. August 2019   | 5.1.9         |
| 4.1     | Mercury     | 2. Februar 2020   | 5.5.0         |
| 4.2     | Argon       | 29. November 2020 | 5.9.14        |
| 4.3     | Dysprosium  | 7. Februar 2022   | 5.16.7        |

| Version | Datum          |
| ------- | -------------- |
| 3.0     | 5. Januar 2005 |
| 4.0     | 21. Juni 2007  |

| Version | Datum             |
| ------- | ----------------- |
| 1.0.1   | 4. September 2000 |
| 2.1     | 6. Februar 2003   |
| 3.0     | 10. Januar 2005   |
| 4.0     | September 2006    |

## Derivate
Es existieren einige auf Mandriva Linux basierende Distributionen. Ein im breiten Einsatz befindliches Derivat ist PCLinuxOS. PCLinuxOS ist vor allem für den Desktop-Einsatz bestimmt, während der Server-Einsatz eine geringere Rolle spielt. Von der deutschen Community wird seit 2009 auch eine Netbookversion erstellt. Sie wird ausschließlich von der deutschen Community betreut und nicht von Mandriva selbst.
Aus der Zusammenarbeit zwischen der russischen Firma ROSAlab und Mandriva SA entstand nicht nur die Version Mandriva Linux 2011, sondern auch der sogenannte ROSA Desktop für den russischen Markt. Die Version ROSA Desktop Enterprise konzentriert sich dabei auf Langzeitunterstützung, die Version „Fresh“ hingegen auf die Auslieferung aktueller Software. ROSAlab und die OpenMandriva Association arbeiten dabei eng zusammen, zum Beispiel bei der Paketierung und bezüglich der Infrastruktur (ABF – Automated Build Farm), die weitgehend von ROSAlab getragen wird.
Weiterhin wird ein dem OpenMandriva Projekt freundlich gesinntes Projekt namens „Moondrake“ entwickelt, welches klassische Komponenten wie beispielsweise die klassische Installationsroutine von Mandrake Linux verwendet.